# Adoretus emarginatus
Adoretus emarginatus är en skalbaggsart som beskrevs av Ohaus 1905. Adoretus emarginatus ingår i släktet Adoretus och familjen Rutelidae. Inga underarter finns listade i Catalogue of Life.